# Стан моря

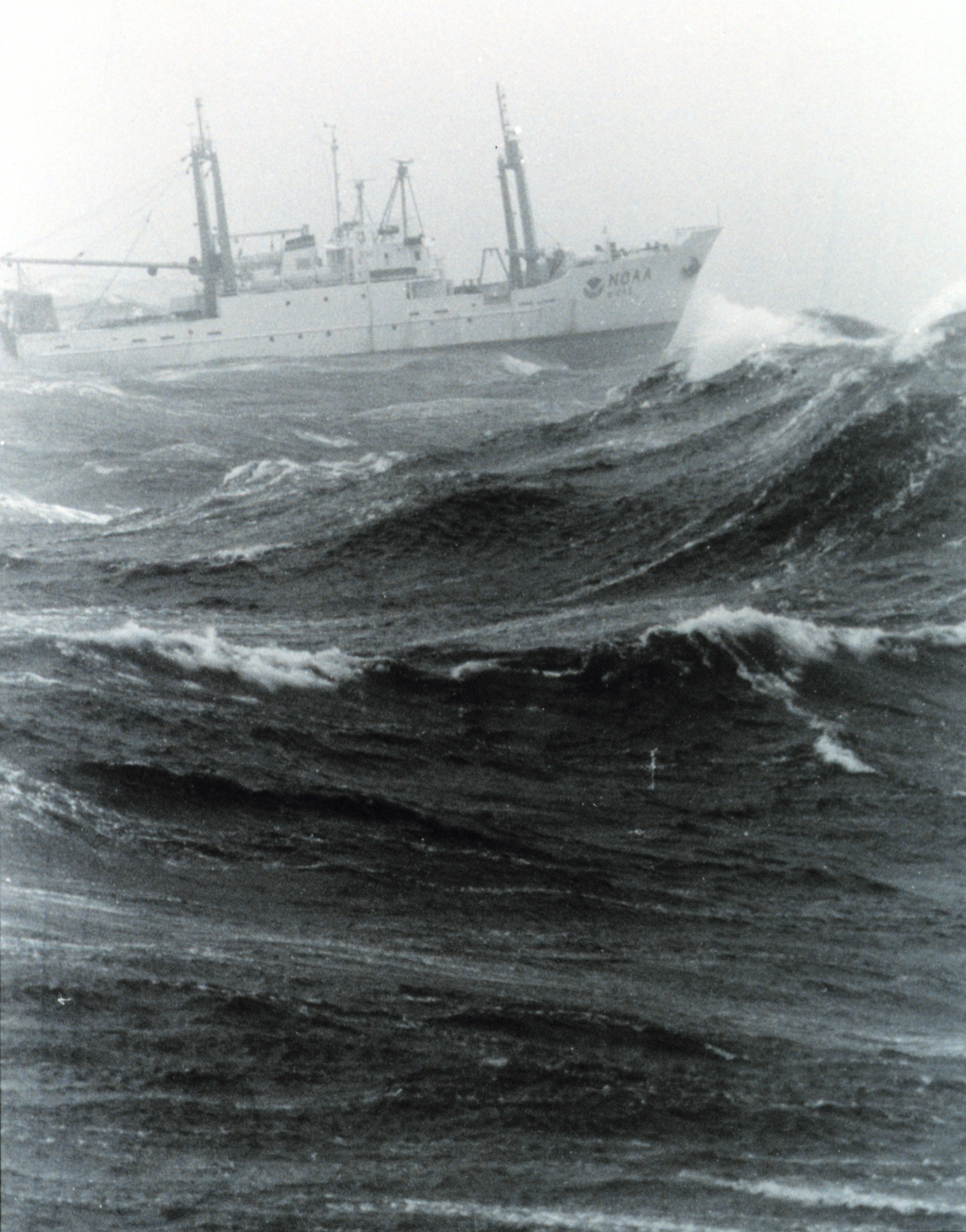
Судно NOAA Delaware II у негоду на

Стан мо́ря (англ. Sea state) — характеристика, що використовується в океанографії при визначенні стану вільної поверхні великих масивів води: великих озер, морів та океанів. Стан моря характеризується висотою хвиль, їхнім періодом і силою. Стан моря змінюється у часі й може бути оцінений як досвідченим спостерігачем, так і з допомогою технічних засобів: погодних буїв, радіолокаційних вимірювань та дистанційного зондування із супутників. Для випадку вимірювання за допомогою буїв статистична обробка результатів вимірювань проводиться для часового інтервалу, у якому стан моря можна вважати незмінним.

## Дев'ятибальна шкала хвилювання моря
Оцінювання хвилювання моря проводиться за 10-бальною (0…9) шкалою, відомою як шкала Дуґласа, розробленою Всесвітньою Метеорологічною організацією (англ. World Meteorological Organization).
| Хвилювання у балах (Grade) | Термін                                      | Англомовний еквівалент (Description) | Висота хвилі у метрах (Wave height) |
| -------------------------- | ------------------------------------------- | ------------------------------------ | ----------------------------------- |
| 0                          | Гладь (спокійна/дзеркальна поверхня)        | calm-glassy                          | 0                                   |
| 1                          | Бриж (спокійна, але не дзеркальна поверхня) | calm-ripped                          | 0–0,1                               |
| 2                          | Ледь помітне (невелике) хвилювання          | smooth-wavelet                       | 0,1–0,5                             |
| 3                          | Слабке хвилювання                           | slight                               | 0,5–1,25                            |
| 4                          | Помірне хвилювання                          | moderate                             | 1,25–2,50                           |
| 5                          | Значне хвилювання                           | rough                                | 2,5–4,0                             |
| 6                          | Дуже значне хвилювання                      | very rough                           | 4–6                                 |
| 7                          | Сильне хвилювання                           | high                                 | 6–9                                 |
| 8                          | Дуже сильне хвилювання                      | very high                            | 9–14                                |
| 9                          | Виключно сильне хвилювання                  | phenomenal                           | >14                                 |